# AEK BC
O AEK Basquetebol Clube (grego: Αθλητική Ένωσις Κωνσταντινουπόλεως,  Athlitiki Enosis Constantinoupoleos: português: União Atlética de Constantinopla) é o deportamento de basquetebol do clube multi esportivo Athlitiki Enosis Konstantinoupoleos sediado na cidade de Atenas, Grécia que atualmente disputa a Liga Grega e a Liga dos Campeões. Foi fundado em 1924 e manda seus jogos no OAKA com capacidade de 19 250 espectadores.

## Títulos

### Competições Domésticas

#### Liga Grega
- Campeão (8): 1957–58, 1962–63, 1963–64, 1964–65, 1965–66, 1967–68, 1969–70, 2001–02
- Finalista (8): 1954–55, 1966–67, 1968–69, 1970–71, 1973–74, 1996–97, 2002–03, 2004–05

#### Copa da Grécia
- Campeão (4): 1980–81, 1999–00, 2000–01, 2017–18
- Finalista (7): 1975–76, 1977–78, 1979–80, 1987–88, 1991–92, 1997–98, 1998–99

Campeoanto Atenas–Piréu
- Campeão (4): 1924–25, 1927–28, 1959–60, 1960–61

#### Liga Grega A2
- Campeão (1): 2013–14

### Competições Europeias
Liga dos campeões
- Campeão (1):2017-18

FIBA Saporta Cup
Campeão (2): 1967–68, 1999–00
Euroliga
- Finalista (1): 1997–98
- Final Four (3): 1965-66, 1997–98, 2000-01

### Competições Mundiais
Copa Intercontinental
- Campeão (1): 2019

### Equipes de Base
Liga Grega
- Campeão (1): 2002–03

Campeonato Atenas–Piréu
- Campeão (1): 1949–50

## Jogadores Notáveis

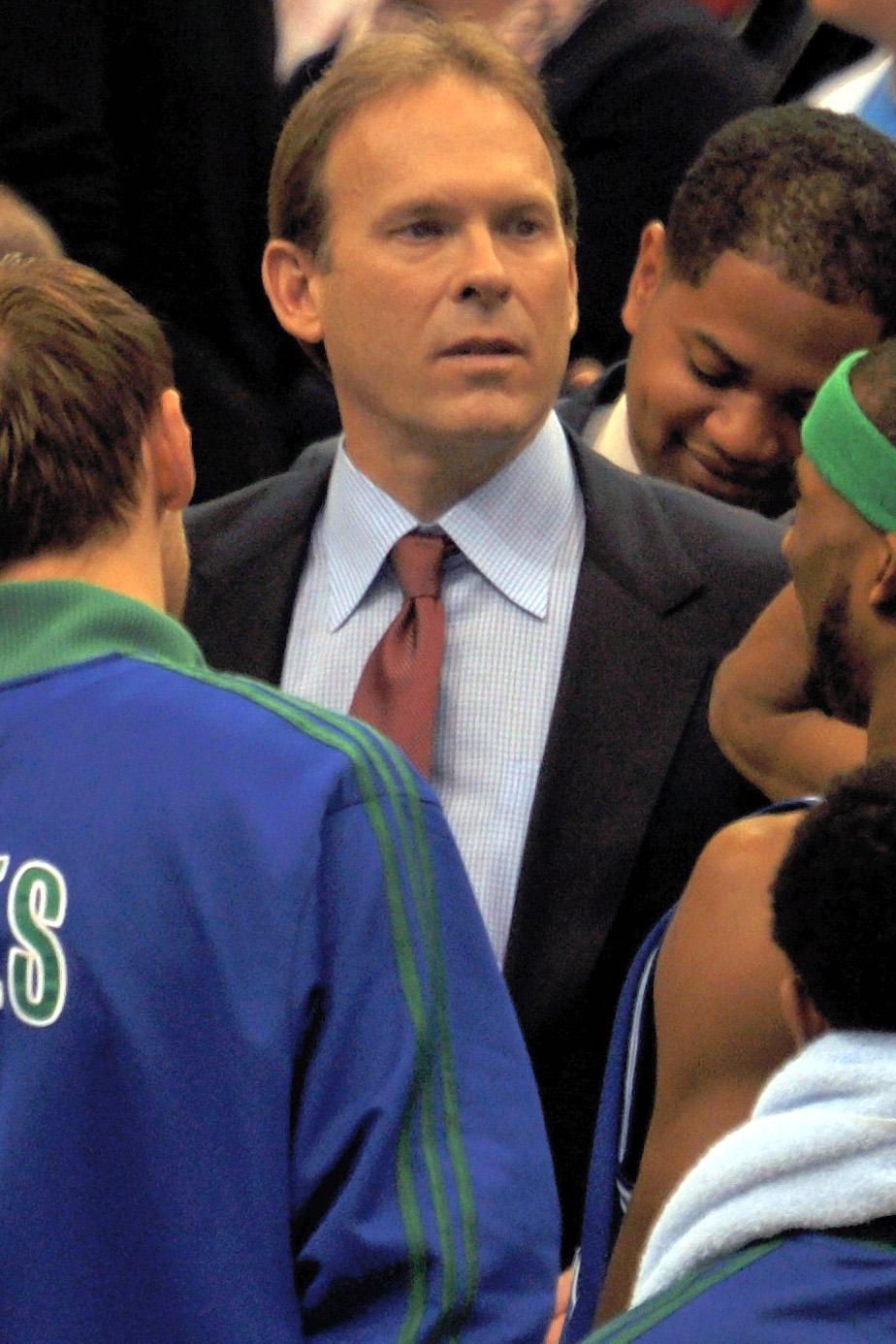
Kurt Rambis
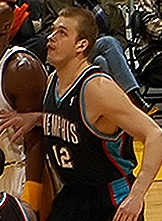
Jake Tsakalidis
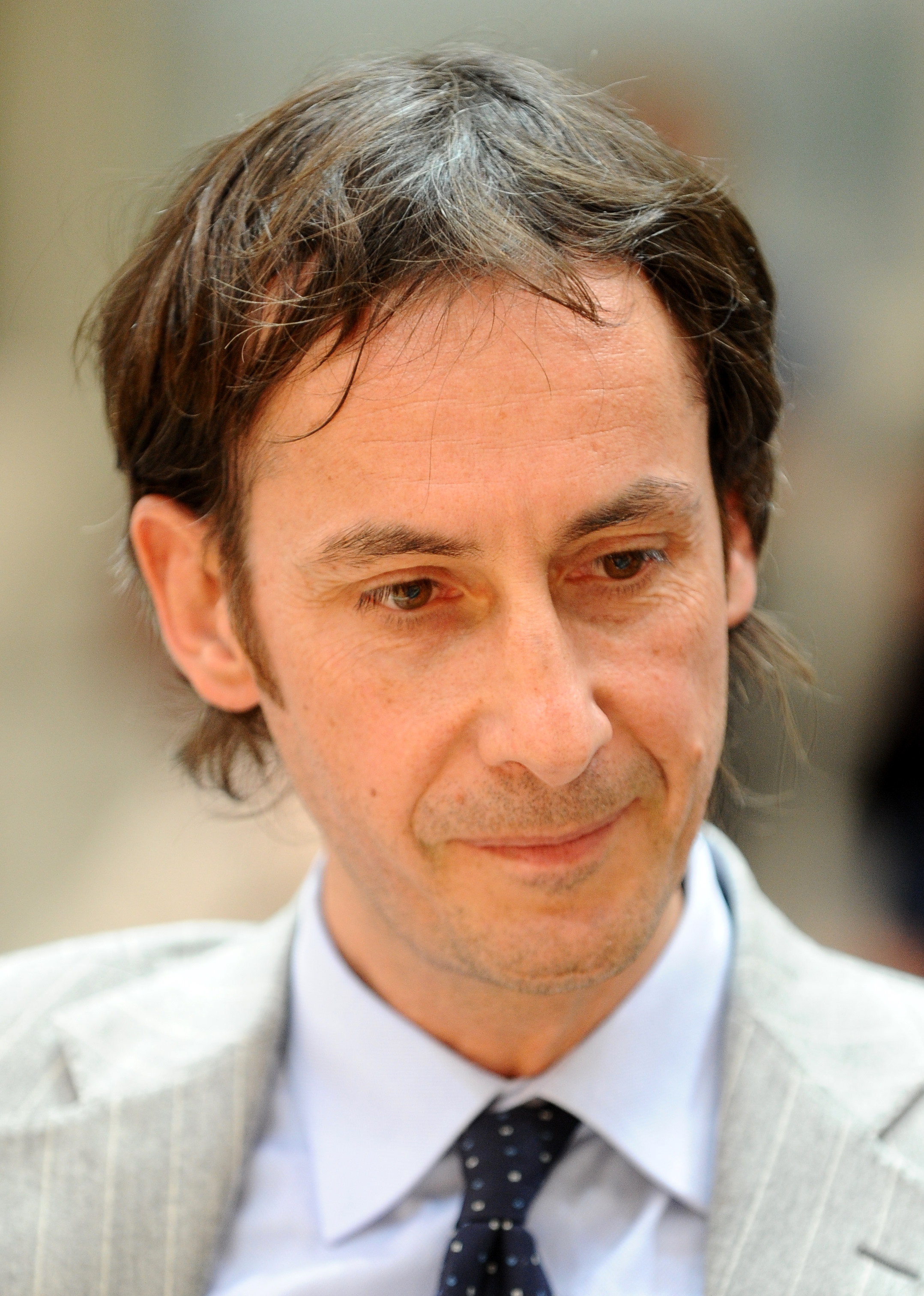
Claudio Coldebella
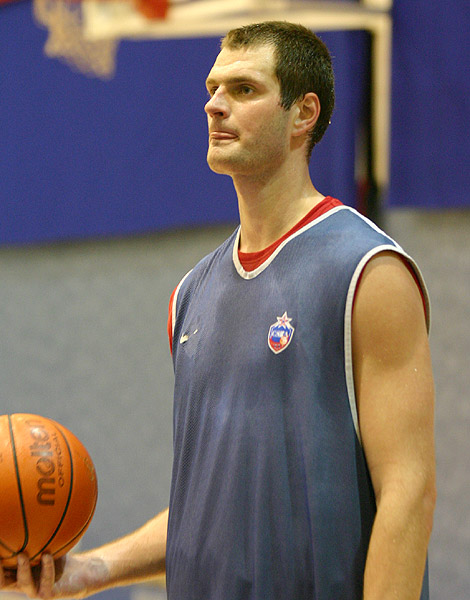
Martin Müürsepp
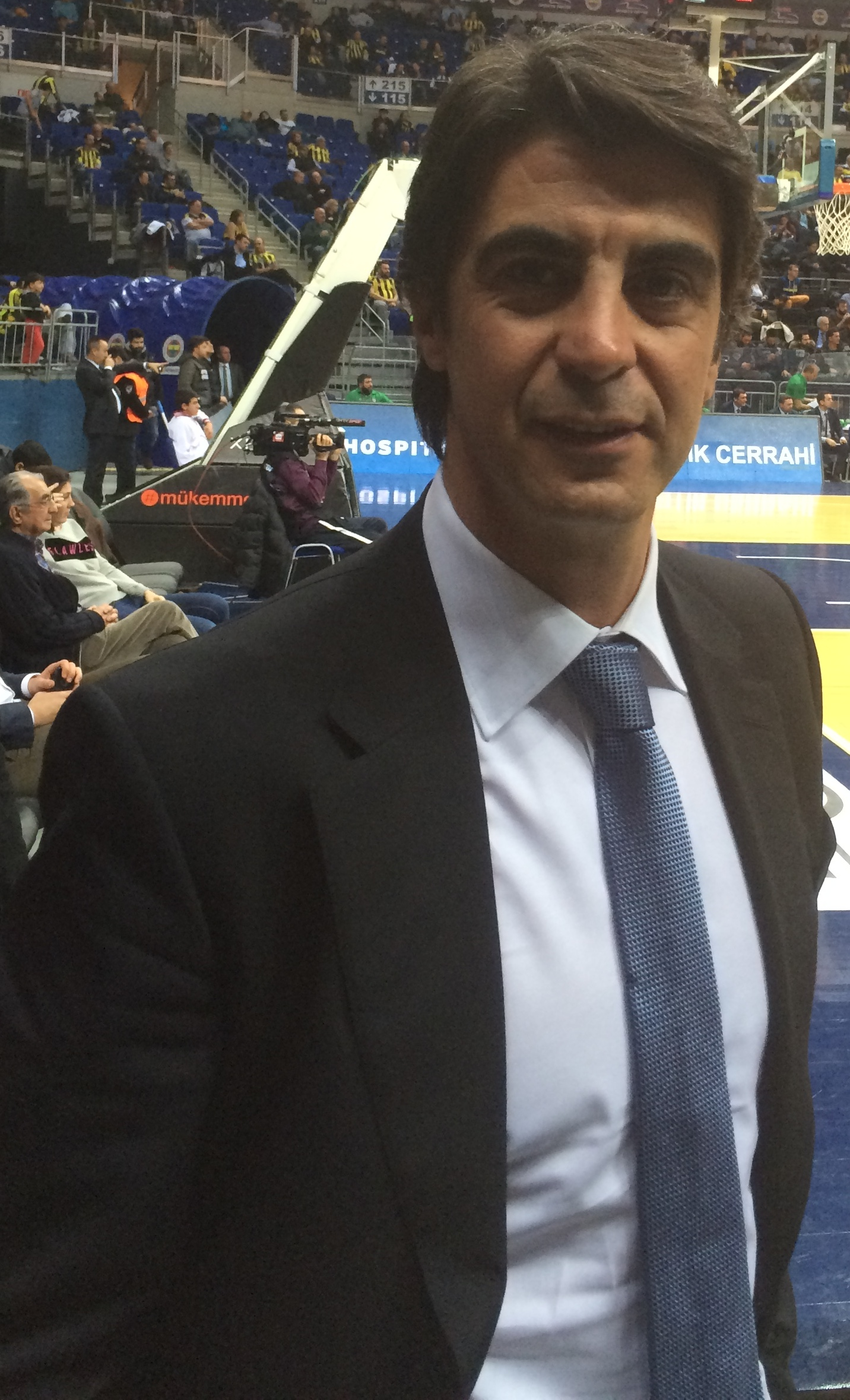
İbrahim Kutluay
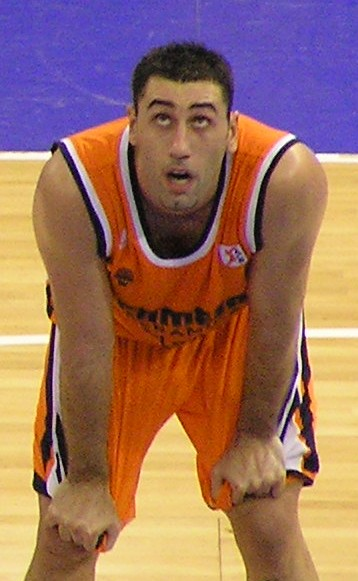
Dimos Dikoudis
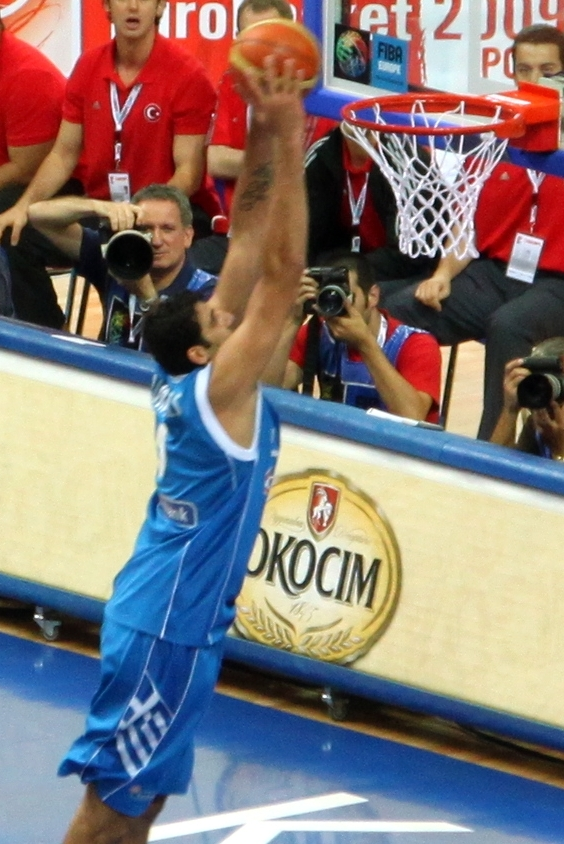
Ioannis Bourousis
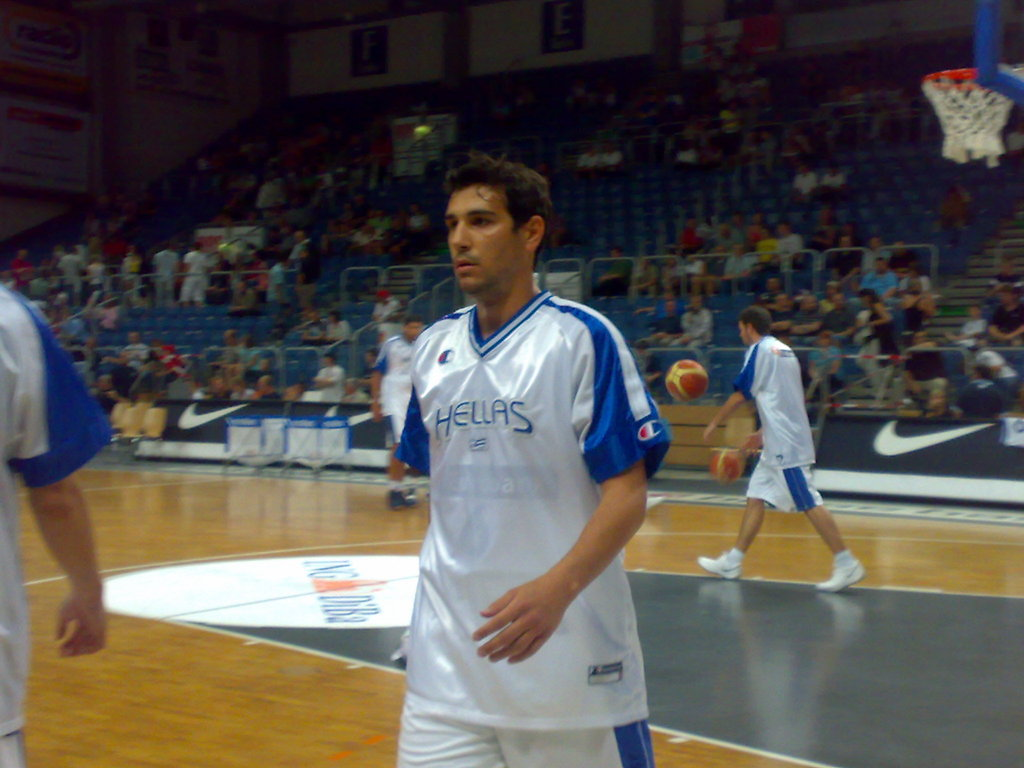
Nikolaos Zisis
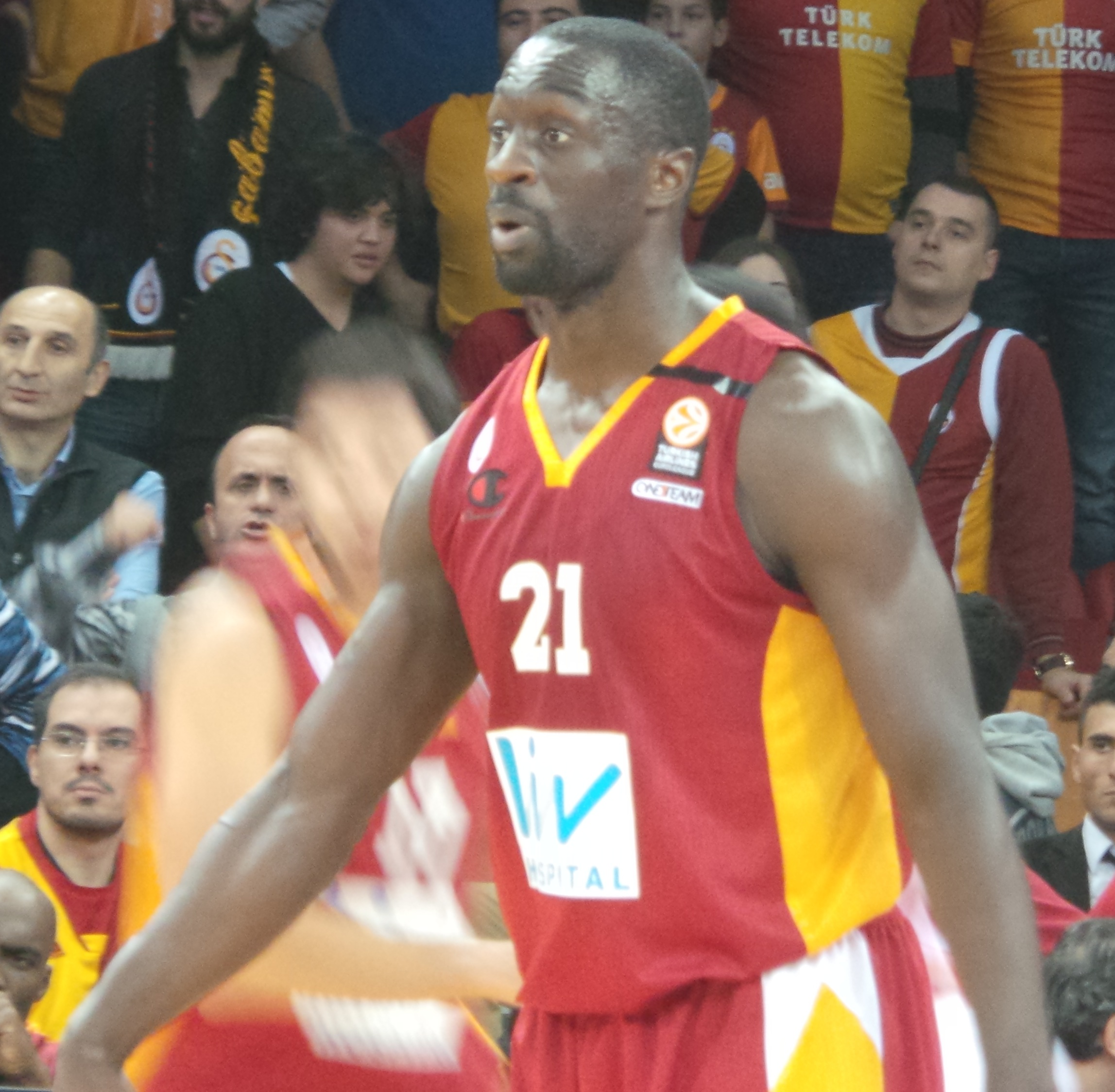
Pops Mensah-Bonsu

| - Georgios Amerikanos - Panagiotis Aridas - Giorgos Agiasotellis - Nikos Apostolidis - Panagiotis Barlas - Ioannis Bourousis - Nikos Barlos - Nikos Chatzis - Vangelis Dermanoutsos - Dimos Dikoudis - Periklis Dorkofikis - Dimitris Despos - Antonis Christeas - Alexis Falekas - Vangelis Fotsis - Nasos Galakteros - Ioannis Gagaloudis - Andreas Glyniadakis - Michalis Giannouzakos - Minas Gekos - Vassilis Goumas - Alexis Giannopoulos - Konstantinos Karamanlis - Angelos Koronios - Avraam Kallinikidis - Michalis Kakiouzis - Vassilis Kikilias - Fotis Katsikaris - Apostolos Kontos - Nestoras Kommatos - Giannis Kakiouzis - Christos Kountourakis - Giannis Kalampokis - Alexis Kyritsis | - Vassilis Lanes - Eas Larentzakis - Georgios Moschos - Antonis Mantzaris - Nikos Nesiadis - Dimitris Podaras - Nikos Papanikolopoulos - Michalis Polytarchou - Pantelis Papaioakeim - Dimitris Papanikolaou - Spiros Panteliadis - Kostas Patavoukas - Michalis Pelekanos - Vangelis Sklavos - Thanasis Skourtopoulos - Giannis Sioutis - Georgios Trontzos - Giorgos Tsiaras - Lakis Tsavas - Christos Tapoutos - Stelios Vasiliadis - Fotis Vasilopoulos - Nikos Zisis - Christos Zoupas - Jake Tsakalidis - Pete Papachronis - Kurt Rambis - Victor Alexander - Willie Anderson - Joe Arlauckas - T.J. Carter - Daniel Orton - D. J. Cooper - Dionte Christmas | - Roderick Blakney - Taurean Green - Malik Hairston - Toby Bailey - Rolando Blackman - Ruben Patterson - Anthony Bowie - J. R. Holden - Lloyd Daniels - Bill Edwards - Derrick Hamilton - Kyle Hill - Anthony Pelle - Ricky Pierce - Clint Richardson - Brent Scott - Terence Stansbury - Dean Tolson - Danny Vranes - Tony White - K'zell Wesson - Jack Haley - Horace Jenkins - Quadre Lollis - Marcus Liberty - Chris Carr - Lionel Chalmers - Rod Sellers - Joe Crispin - William Avery - Scottie Wilbekin - Carl English | - Ivo Petović - Bane Prelević - Milan Gurović - Dušan Šakota - Mirko Milićević - Arijan Komazec - Davor Kus - Sandro Nicević - Slaven Rimac - Tomas Delininkaitis - Vrbica Stefanov - Pero Antić - Blagota Sekulić - Saša Vasiljević - Claudio Coldebella - Roberto Chiacig - Stefano Attruia - Michael Larsen - Michael Andersen - Andrew Betts - Steve Hansell - Pops Mensah-Bonsu - Martin Müürsepp - Jim Bilba - Geert Hammink - Ramón Rivas - İbrahim Kutluay - José Lasa - Dror Hajaj - John Rillie |